# Isaac d'Armènia
|  | Per a altres significats, vegeu «Sant Isaac d'Armènia». |

Isaac d'Armènia fou un catolicós o patriarca de l'Església Armènia de la meitat del segle xii, sota el nom del qual apareix publicada l'obra Orationes Invectivae II. adversus Armenos, publicada en grec i llatí amb notes de Combéfis (Auctuar. Nov. Bibl. vol. 2. p. 317, i ss. i per Galland, Bibl. Patr. vol. 14. p. 411, i ss.). Aquest patriarca no ha estat identificat amb cap de la llista i probablement Isaac fou un nom anterior a ser catolicós.